# Belgische kampioenschappen indoor atletiek 2009
In 2009 werden de Belgische kampioenschappen indoor atletiek Alle Categorieën gehouden op zondag 22 februari in Gent. Op dit kampioenschap verbeterde Eline Berings haar eigen Belgisch record op de 60 m horden tot 7,99 s.

## Uitslagen

### 60 m
| rang   | atleet                | prestatie |
| ------ | --------------------- | --------- |
| Goud   | Damien Broothaerts    | 6,76 s    |
| Zilver | Anthony Ferro         | 6,79 s    |
| Brons  | Xavier De Baerdemaker | 6,90 s    |

| rang   | atlete          | prestatie |
| ------ | --------------- | --------- |
| Goud   | Elisabeth Davin | 7,35 s    |
| Zilver | Olivia Borlée   | 7,48 s    |
| Brons  | Frauke Penen    | 7,51 s    |

### 200 m
| rang   | atleet          | prestatie |
| ------ | --------------- | --------- |
| Goud   | Ruben Thys      | 21,79 s   |
| Zilver | Jens Verhelst   | 22,12 s   |
| Brons  | Ingmar Herreman | 22,19 s   |

| rang   | atlete           | prestatie |
| ------ | ---------------- | --------- |
| Goud   | Justine Desondre | 24,41 s   |
| Zilver | Elke Bogemans    | 24,44 s   |
| Brons  | Marlien De Jans  | 25,13 s   |

### 400 m
| rang   | atleet          | prestatie |
| ------ | --------------- | --------- |
| Goud   | Nils Duerinck   | 47,60 s   |
| Zilver | Arnaud Ghislain | 47,96 s   |
| Brons  | Joris Haeck     | 48,12 s   |

| rang   | atlete           | prestatie |
| ------ | ---------------- | --------- |
| Goud   | Élodie Ouédraogo | 55,19 s   |
| Zilver | Katrijn Boone    | 56,80 s   |
| Brons  | Jessie Raes      | 56,80 s   |

### 800 m
| rang   | atleet           | prestatie |
| ------ | ---------------- | --------- |
| Goud   | Hans Omey        | 1.49,02   |
| Zilver | Stefan Van Aelst | 1.52,03   |
| Brons  | Matthias Stubbe  | 1.52,63   |

| rang   | atlete              | prestatie |
| ------ | ------------------- | --------- |
| Goud   | Sigrid Vanden Bempt | 2.06,11   |
| Zilver | Charlotte Debroux   | 2.06,25   |
| Brons  | Lindsey De Grande   | 2.07,62   |

### 1500 m
| rang   | atleet           | prestatie |
| ------ | ---------------- | --------- |
| Goud   | Geoffrey Marrion | 3.54,66   |
| Zilver | Roel Ringoot     | 3.56,11   |
| Brons  | Justin Mahieu    | 3.58,44   |

| rang   | atlete          | prestatie |
| ------ | --------------- | --------- |
| Goud   | Sylvie Ameloot  | 4.26,67   |
| Zilver | Corinne Debaets | 4.28,13   |
| Brons  | Marlies Schils  | 4.36,23   |

### 3000 m
| rang   | atleet            | prestatie |
| ------ | ----------------- | --------- |
| Goud   | Maarten Van Steen | 8.13,50   |
| Zilver | Dieter Vanstreels | 8.14,47   |
| Brons  | Sebastien Dewitte | 8.14,92   |

### 60 m horden
| rang   | atleet               | prestatie |
| ------ | -------------------- | --------- |
| Goud   | Damien Broothaerts   | 7,81 s    |
| Zilver | Steven Van De Gender | 8,03 s    |
| Brons  | Quentin Ruffacq      | 8,14 s    |

| rang   | atlete              | prestatie |
| ------ | ------------------- | --------- |
| Goud   | Eline Berings       | 7,99 s    |
| Zilver | Anne Zagré          | 8,30 s    |
| Brons  | Liesbeth Broeckhove | 8,57 s    |

### Verspringen
| rang   | atleet            | prestatie |
| ------ | ----------------- | --------- |
| Goud   | Nicolas Stempnick | 7,42 m    |
| Zilver | Wim Marynissen    | 7,15 m    |
| Brons  | Cedric Nolf       | 7,06 m    |

| rang   | atlete         | prestatie |
| ------ | -------------- | --------- |
| Goud   | Els De Wael    | 5,93 m    |
| Zilver | Kim Van Hertem | 5,71 m    |
| Brons  | Anne Claes     | 5,71 m    |

### Hink-stap-springen
| rang   | atleet              | prestatie |
| ------ | ------------------- | --------- |
| Goud   | Corentin Debailleul | 15,03 m   |
| Zilver | Björn De Decker     | 14,71 m   |
| Brons  | Leopold Kapata      | 14,52 m   |

| rang   | atlete            | prestatie |
| ------ | ----------------- | --------- |
| Goud   | Anne Claes        | 12,69 m   |
| Zilver | Jolien Van Brempt | 12,18 m   |
| Brons  | Stefie Mievis     | 11,84 m   |

### Hoogspringen
| rang   | atleet           | prestatie |
| ------ | ---------------- | --------- |
| Goud   | Bart Van Deursen | 2,18 m    |
| Zilver | Tim Rummens      | 2,07 m    |
| Brons  | Xavier Chalon    | 2,04 m    |

| rang   | atlete             | prestatie |
| ------ | ------------------ | --------- |
| Goud   | Hannelore Desmet   | 1,79 m    |
| Zilver | Sarah De Vogelaer  | 1,71 m    |
| Brons  | Liesbeth Sebrechts | 1,68 m    |

### Polsstokhoogspringen
| rang   | atleet          | prestatie |
| ------ | --------------- | --------- |
| Goud   | Kevin Rans      | 5,35 m    |
| Zilver | Denis Goossens  | 5,30 m    |
| Brons  | Laurent Vanhees | 4,80 m    |

| rang   | atlete          | prestatie |
| ------ | --------------- | --------- |
| Goud   | Fanny Smets     | 3,90 m    |
| Zilver | Chloé Henry     | 3,85 m    |
| Brons  | Aurélie De Ryck | 3,80 m    |

### Kogelstoten
| rang   | atleet          | prestatie |
| ------ | --------------- | --------- |
| Goud   | Wim Blondeel    | 18,43 m   |
| Zilver | Filip Eeckhout  | 16,61 m   |
| Brons  | Alain Guillaume | 16,38 m   |

| rang   | atlete               | prestatie |
| ------ | -------------------- | --------- |
| Goud   | Catherine Timmermans | 15,51 m   |
| Zilver | Sophie Verlinden     | 13,64 m   |
| Brons  | Annelies Peetroons   | 13,57 m   |

1985 ·
1986 ·
1987 ·
1988 ·
1989 ·
1990 ·
1991 ·
1992 ·
1993 .
1994 ·
1995 .
1996 ·
1997 ·
1998 .
1999 ·
2000 .
2001 · 
2002 · 
2003 · 
2004 · 
2005 · 
2006 · 
2007 · 
2008 · 
2009 · 
2010 · 
2011 · 
2012 · 
2013 · 
2014 ·
2015 ·
2016 ·
2017 ·
2018 ·
2019 ·
2020 ·
2021 ·
2022 ·
2023 ·
2024 ·
2025